# Johnny Guarnieri
Johnny Guarnieri (New York, 1917. március 23. – Livingston, 1985. január 7.) amerikai dzsesszzogorista.

## Pályakép
Johnny Guarnieri virtuóz amerikai dzsessz- és stride-zongorista volt. New York-i születésű Guarnieri, talán 1939-ben főleg Benny Goodmannel és 1940-ben pedig Artie Shaw-val dolgozott azok big bandjében. Guarnieri a dzsessz mellett a klasszikusokat is játszott, például Alessandro Scarlatti és Beethoven műveket.
z 1940-es években Guarnieri sokat foglalkoztatott zongorista volt. Olyan előadókkal készített felvételeket, mint Charlie Christian, Cozy Cole, Ike Quebec, Charlie Kennedy, Hank D'Amico, Ben Webster. Saját együttese is volt, a „Johnny Guarnieri Swing Men”. Velük készített lemezeket a Savoy kiadónál, például Lester Young, Hank D'Amico, Billy Butterfield, Cozy Cole részvételével. Az 1940-es években egy triót is vezetett, amely önmagából, Slam Stewartból és Sammy Weissből állt, és felvételeket készítettettek a Savoy számára. Az 1940-es években a rövid életű Majestic kiadónak szóló zongorázást vállalt és a triójával is készített nekik felvételeket.
Guarnieri számos előadóval készített felvételeket, aztán a későbbi éveiben inkább a dzsessz oktatása felé fordult. Az 1970-es években számos albumot rögzített. 1982-ig a kaliforniai Studio City „Tail of the Cock” éjszakai klubban dolgozott.
Dick Sudhalterrel lépett fel, amikor a színpadon, játék közben hirtelen meghalt.

## Albumok
- 2010: A Musical Cocktail Vol. 10
- 2009: Complete Jazz Series 1944-1946 és 1946-1947
- 2009: Piano Perfection
- 2008: Johnny Guarnieri 1946-1947
- 2006: Johnny Guarnieri Selected Hits Vol. 1-2
- 1975: Walla Walla

Egyéb
- Sometimes I'm Happy (Lester Young Quartet, 1943)
- I Never Knew (idem)
- Deuces wild (1944)